# Sindrome di Möbius
La sindrome di Möbius o Moebius (a causa della traslitterazione dalla lingua tedesca) è una malattia rara, scoperta dal neurologo Paul Julius Möbius, nipote del famoso matematico tedesco August Ferdinand Möbius.

## Caratteri
È dovuta a ipotrofia o addirittura assenza dei nervi cranici VI e VII, abducente e facciale. Nel 10% dei casi è presente anche ritardo mentale.
Si presenta sotto forma di una amimia facciale o paresi facciale. Chi ne è colpito, con vari livelli di gravità, non può sorridere, utilizzare la mimica facciale, chiudere o muovere gli occhi in senso laterale, succhiare, eccetera.
I neonati, alla nascita, come sintomo dominante, presentano difficoltà ad alimentarsi, per problemi di suzione, e vanno nutriti con appositi biberon.
Da confermare rimane la possibile causa genetica.

## Diagnosi differenziale
La sindrome di Poland-Möbius è invece una combinazione della sindrome di Poland e della  sindrome di Möbius di tipo II, considerata come una forma a sé stante, a trasmissione autosomica dominante.